# Pictures at Eleven
Pictures at Eleven je první sólové album bývalého zpěváka skupiny Led Zeppelin Roberta Planta, které vyšlo v roce 1982.

## Seznam skladeb

### Strana A
1. "Burning Down One Side" (Robert Plant/Robbie Blunt/Jezz Woodroffe) – 3:55
2. "Moonlight in Samosa" (Robert Plant/Robbie Blunt) – 3:58
3. "Pledge Pin" (Robert Plant/Robbie Blunt) – 4:01
4. "Slow Dancer" (Robert Plant/Robbie Blunt) – 7:43

### Strana B
1. "Worse Than Detroit" (Robert Plant/Robbie Blunt) – 5:55
2. "Fat Lip" (Robert Plant/Robbie Blunt/Jezz Woddroffe) – 5:05
3. "Like I've Never Been Gone" (Robert Plant/Robbie Blunt) – 5:56
4. "Mystery Title" (Robert Plant/Robbie Blunt) – 5:16

Bonusové skladby na reedici alba z roku 2007
1. "Far Post" (Robert Plant/Robbie Blunt/Jezz Woodroffe) – 4:42
2. "Like I've Never Been Gone" (live) (Robert Plant/Robbie Blunt) – 7:31

## Obsazení
- Robert Plant - zpěv, design, produkce
- Robbie Blunt - kytary
- Jezz Woodroffe - klávesy, syntezátor
- Phil Collins - bicí (skladby 1, 2, 3, 5, 6, 8, 9 & 10)
- Cozy Powell - bicí (skladby 4 & 7)
- Paul Martinez - baskytara
- Raphael Ravenscroft - saxofon (skladba 3)

## Singly k albu

### UK Singly
- "Burning Down One Side/Moonlight in Samosa" (září 1982, Swan Song SSK 19429)  #73
  1. "Burning Down One Side" (Robert Plant/Robbie Blunt/Jezz Woodroffe)
  2. "Moonlight in Samosa" (Robbie Blunt/Robert Plant)
- "Burning Down One Side/Moonlight in Samosa/Far Post" (září 1982, Swan Song SSK 19429T)
  1. "Burning Down One Side" (Robert Plant/Robbie Blunt/Jezz Woodroffe)
  2. "Moonlight in Samosa" (Robbie Blunt/Robert Plant)
  3. "Far Post" (Robert Plant/Robbie Blunt/Jezz Woodroffe)

### US Singly
- "Burning Down One Side/Moonlight in Samosa" (září 1982, Swan Song SS 7 99979)  # 64
  1. "Burning Down One Side" (Robert Plant/Robbie Blunt/Jezz Woodroffe) – 3:53
  2. "Moonlight in Samosa" (Robbie Blunt/Robert Plant) – 3:57